# Sergej Belov
Sergej Aleksandrovitj Belov (ryska: Сергей Александрович Белов), född 23 januari 1944 i Nasjtjiokovo i Tomsk oblast i dåvarande Sovjetunionen, död 3 oktober 2013 i Perm, var en sovjetisk basketspelare som tog tog OS-guld 1972 i München och hela tre bronsmedaljer i de olympiska sommarspelen: 1968 i Rom, 1972 i München och 1980 i Moskva.
Sergej Belov tände den olympiska elden vid öppningceremonin för Olympiska sommarspelen 1980  på Leninstadion i Moskva 19 juli 1980.